# Szádok-barlang
A Szádok-barlang bazaltban kialakult barlang.

## Leírás
Nagygörbő határában, a Kovácsi-hegy Bazaltutcájában található. Nagygörbőről D felé indul a 2 km-es portalanított üzemi út egy kőbányához, mely találkozási pont, parkolóhely lehet a barlang felkeresésekor. A bánya üzemi épületeitől jobbra, Ny felé, a meddőhányó aljánál elhaladva lehet bejutni a Bazaltutcába. A bányától kb. 250 m-re, a Bazaltutca szurdokszerű részén túlhaladva, egy sok száz éves, hatalmas, odvas hársfával szemben, a hegy felőli oldalban található a barlang. Szürke bazalt alkotta sziklafal törmelékbe burkolózó tövéből ÉNy felé néz szűk bejárata.
A barlang bejáratát 120 cm széles, 30 cm magas vízszintes rés alkotja. Bebújva a résen 2 m hosszú, 1,2 m széles és kb. 1 m magas, négyszögletű hasáb formájú fülke következik. A fülke falait, mennyezetét egyenes kőlapok határolják, rajtuk gyöngyözve csöpög a víz. Alját féloldalasan, apróbb bazalttörmelékből álló kúp alkotja. A bejárattal szemközti falban néhány cm széles, függőleges repedés van, amelyből késő tavasszal légáramlat jön. A bejárati rés küszöbköve alatt laposan folytatódik a barlang a Bazaltutcát szegélyező törmelék alá. A barlang hossza 5,2 m. Bejárásához segédeszközre nincs szükség, talán az elemlámpa nem bizonyul feleslegesnek.
A barlang genetikailag a vulkáni kőzetekben másodlagos úton létrejövő üregek csoportjába tartozik, ezen belül atektonikus keletkezésű barlangnak tekinthető. A Bazaltutcával egy időben keletkezett, amikor a hegy bazaltrétegének pereme elvesztette alátámasztását és kibillenve lesuvadt. E mozgás széthúzódó repedéseket hozott létre. Egy ilyen széthúzott repedés alkotja a Szádok-barlangot is. A barlang a mennyezetről csöpögő víztől közel 90–95%-os páratartalmú. Erős huzatja arra utal, hogy összeköttetésben van további üregrészekkel is. Ásatásra, további feltárásra nem látszik alkalmasnak – túl nagy erő kéne a bizonytalan jelentőségű eredményhez. Így helyi jelentőségű, kis méretű barlangnak számít.

## Kutatástörténet
A barlangot 1985. május 11-én találták meg, illetve tárták fel Eszterhás Istvánék. Bejárata ekkor nem látszott, csak a törmelék közül jövő hűvös, párás légáramlat, valamint a felette levő sziklafalon feltűnően élénkzöld mohaszőnyeg utalt az esetleges üreg jelenlétére. A kőtörmeléket szétdobálva megnyílt az út a barlangba. Korábban ismeretlen volt, sem az irodalom nem említi, sem a helyiek nem tudtak róla. Nevét a vele szemben lévő matuzsálem korú hársról, régi nevén szádokról (Tilia hibrid) kapta.
Eszterhás István Magyarország nemkarsztos barlangjainak listája című, 1989-ben készült kéziratában az olvasható, hogy a Bakony hegységben, a 4440-es barlangkataszteri területen, Nagygörbőn lévő Szádok-barlang bazaltban alakult ki. A barlang 5,2 m hosszú és 1 m mély. A listában meg van említve az a Magyarországon, nem karsztkőzetben kialakult, létrehozott 220 objektum (203 barlang és 17 mesterséges üreg), amelyek 1989. év végéig váltak ismertté. Magyarországon 40 barlang keletkezett bazaltban.
Az Eszterhás István által írt Magyarország nemkarsztos barlangjainak lajstroma című, 1993-ban készült kéziratban meg van említve, hogy a Bakony hegységben, a 4440-es barlangkataszteri területen, Nagygörbőn helyezkedik el a Szádok-barlang. A bazaltban keletkezett barlang 5,2 m hosszú és 1 m mély. Az összeállításban fel van sorolva az a Magyarországon, nem karsztkőzetben kialakult, létrehozott 520 objektum (478 barlang és 42 mesterséges üreg), amelyek 1993 végéig ismertté váltak. Magyarországon 49 barlang, illetve mesterségesen létrehozott, barlangnak nevezett üreg alakult ki, lett kialakítva bazaltban. A Bakony hegységben 123 barlang jött létre nem karsztkőzetben.

## További irodalom
- Eszterhás István: Die Basalthöhlen der Tátika- und Kovácsi-berg. Arbeitsmaterial der Höhlenforscher, 19. Jahrgang. 1987. DWBO Dresden. 11. old.